# Gunn-diode

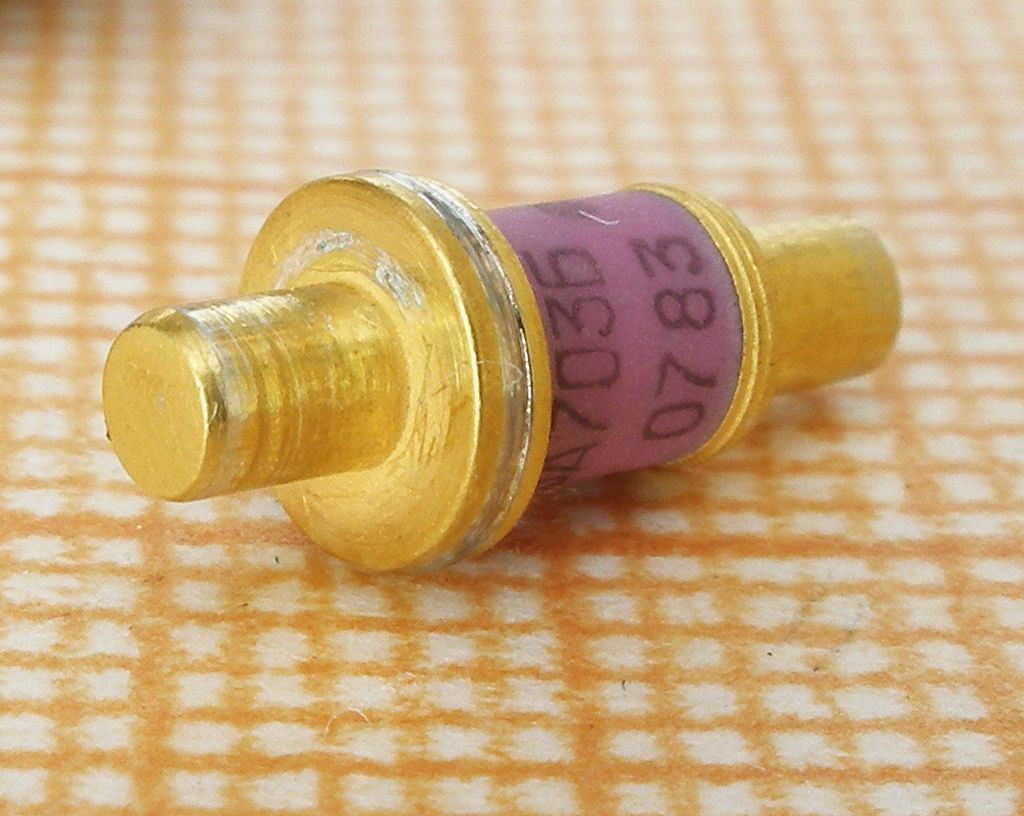
Gunn-diode

De Gunn-diode is een diode die wordt gebruikt in low noise hoogfrequent toepassingen. Hierbij is het een uitdaging om vermogen te leveren bij hoge frequenties.
Hoewel er gesproken wordt van een diode, is er geen pn-junctie aanwezig. Er zijn echter wel twee elektroden. Als symbool wordt soms een gewone diode gebruikt, maar er kan ook gebruik worden gemaakt van twee gevulde driehoeken waarbij de toppen elkaar raken.

## Constructie
Gunn-diodes bestaan enkel uit N-type-halfgeleider. De meest gebruikte materialen zijn galliumarsenide (GaAs) and indiumfosfide (InP). Er wordt gebruikgemaakt van drie lagen, waarvan de middelste (actieve) laag veel minder gedoteerd is. De dikte van de component is afhankelijk van de vereiste frequentie. De dunne actieve laag (N-materiaal) varieert in dikte van 40 tot 1 µm, afhankelijk van de frequentie.

## Werking
Om de Gunn-diode als versterker te laten werken, wordt er gewerkt op basis van de negatieve weerstand. Deze wordt bekomen op basis van het getransfereerd elektroneneffect (= Gunn-effect) dat in 1963 door J.B. Gunn ontdekt werd. Er ontstaat een gelijkaardige karakteristiek als bij de tunneldiode, maar om een andere reden.
Bij halfgeleidermaterialen is er een ruimte tussen de valentieband en de geleidingsband. Er is dus energie nodig om dit gat te overbruggen voor het materiaal in geleiding gaat.
Sommige halfgeleidermaterialen (zoals GaAs) hebben nog een extra lege geleidingsband boven de hoogste energieband met een kleine ruimte ertussen. Bij een bepaalde drempelspanning hebben de elektronen voldoende energie om naar de hoogste (lege) energieband over te gaan. 
In deze band zijn de elektronen veel minder beweeglijk en zal er dus minder stroom gaan vloeien, naarmate de spanning toeneemt. Bij spanningen die de negatieve drempelspanning overschrijden, neemt de stroom weer toe.

## Praktisch
GaAs-Gunn-diodes zijn beschikbaar voor frequenties van 4 tot 100 GHz. InP-diodes zijn iets efficiënter, waardoor hogere vermogens en frequenties mogelijk zijn. De efficiëntie bedraagt echter nog steeds maar maximaal 8 procent, het overige vermogen wordt gedissipeerd als warmte.